# Фирсов, Владимир Николаевич
Владимир Николаевич Фирсов (1925—1987) — русский советский писатель-фантаст.

## Биография
Родился в Калуге 3 октября 1925 года.
Во время Великой Отечественной войны работал слесарем на авиационном заводе в Москве.
После войны окончил среднюю школу и Московский полиграфический институт.
С 1949 года работал в Институте иностранных языков, откуда впоследствии перешёл в издательство «Мир», в редакцию научно-популярной и научно-фантастической литературы на иностранных языках.
Скончался 14 апреля 1987 года.

## Творчество
Печататься начал в 1954 году — его статьи и очерки появились в газете «Moscow News».
Первая научно-фантастическая публикация — «Уже тридцать минут на Луне…» (1966).
Известен в основном своими научно-фантастическими произведениями 1970-1980-х годов. Публиковался главным образом в сборниках («Мир приключений», «Фантастика», «НФ») и периодике. При жизни писателя был составлен единственный сборник его фантастики — «Звездный эликсир» (1987), вышедший уже после его смерти.
По мнению критики, самое значительное произведение Фирсова — приключенческий научно-фантастический роман «Срубить крест» (1980), в котором сюжет «космической оперы» и научной фантастики на тему «прогрессорства» изобретательно объединён с антуражем «героической фэнтези». Среди его произведений также можно выделить повесть «И жизнь, и смерть» (1975), рассказы — «Бессмертие для рыжих» (1969), «Твои руки как ветер» (1975), «Кенгуру» (1975), «Первый шаг к Берлину» (1978).
Считается автором анонимной иронической поэмы «Фантастика от А до Я», ходившей по рукам в 1980-е годы.